# 克里沃里夫尼亞
48°10′31″N 24°53′48″E / 48.17528°N 24.89667°E
克里沃里夫尼亞（羅馬化：Kryvorivnia）是烏克蘭的村落，位於該國西部伊萬諾-弗蘭科夫斯克州，由韋爾霍維納區負責管轄，處於黑切列莫什河畔，始建於1654年，面積31平方公里，2006年人口1,498。